# 米尔克雷斯地区艾根
米尔克雷斯地区艾根是奥地利上奥地利州罗尔巴赫县的一个市镇。总面积17平方公里，总人口1878人，人口密度110.5人/平方公里（2005年）。